# 富山 - 大阪線

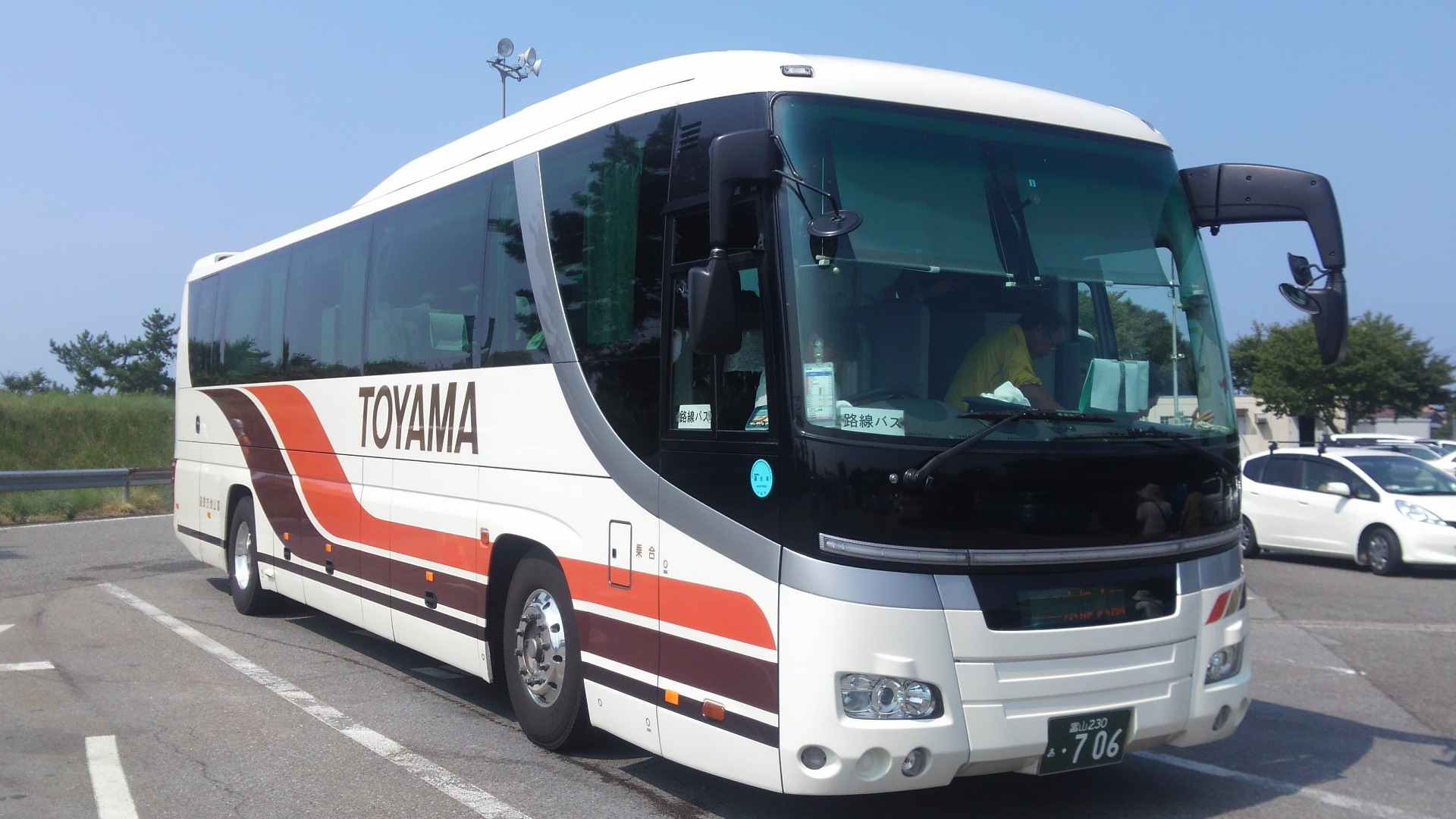
富山地方鉄道（尼御前サービスエリアにて）

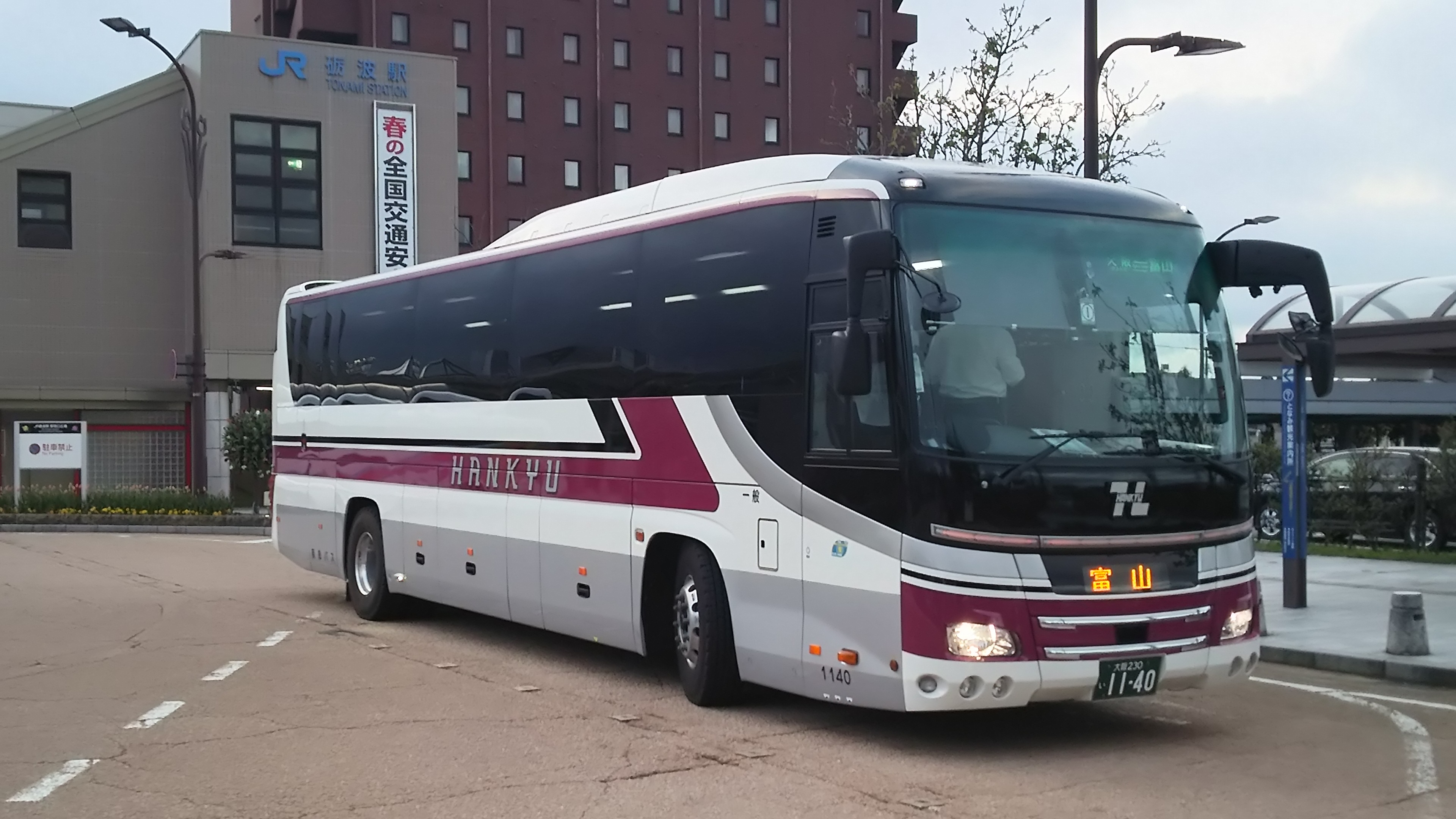
阪急バス（砺波駅南で）

富山 - 大阪線（とやま - おおさかせん）は、富山県富山市・砺波市と京都市・大阪市を結ぶ高速バス。

## 概要
- 富山～大阪間には、いわゆる｢高速バスブーム｣真っ只中の1989年6月25日に富山駅～南海難波駅間に富山地方鉄道（以下、地鉄）・南海電気鉄道（現在はバス部門の分社化で南海バス）との共同運行で高速バスが開設された[1]。
- 並行するJR特急列車に比べ総合力で劣っていた上、当時の名神高速道路や阪神高速道路での慢性的渋滞による定時性障害が深刻だったことに加え、大阪側での乗り場・なんば高速バスターミナルのアクセス面での不便さなどが足かせとなり、開業当初より利用率が低迷していた。
- 1990年と1992年にダイヤ改正を行いテコ入れを施したものの乗客増にはつながらず、1994年6月に昼便を廃止し、夜行便のみの運行となった。その後もOCAT乗入れや天王寺駅延長を行うも状況は好転せず、1998年には南海撤退、2001年2月には路線そのものが休止となった。
- 2003年12月24日、地鉄は阪急バスとの共同運行で再開。梅田発着となった上、京都停車も可能になり利便性も向上。地鉄では初の独立3列シートを採用している。
- 富山～大阪間では同じく2003年12月に開業したJRバスの北陸道昼特急大阪号・北陸ドリーム大阪号と直接競合するが、JRバスはいったん高速を降りて金沢市内に立ち寄る上に石川県内の各バスストップや福井北ICにも停車し、さらに昼・夜ともに京都駅にも停車するため、所要時間は当路線が短い。
- 2007年12月より砺波駅に乗り入れを開始。同年12月20日～2008年1月14日は昼行便が増発されている。
- さらに2010年9月17日から、再び期間限定で4往復への増便が実施される。当初は2011年3月31日までの予定であったが、さらに翌々月の5月31日まで期間を延長し、10月1日より定期運行化された。

## 担当会社
- 富山地方鉄道（富山自動車営業所）
- 阪急観光バス（大阪営業所）
  - 地鉄が富山発12:10と23:00、大阪発9:30と17:50、阪急が大阪発13:30と21:50、富山発6:10と16:30をそれぞれ担当。ワンマン運行である。

## 使用車両
阪急・地鉄ともに日野・セレガを使用。

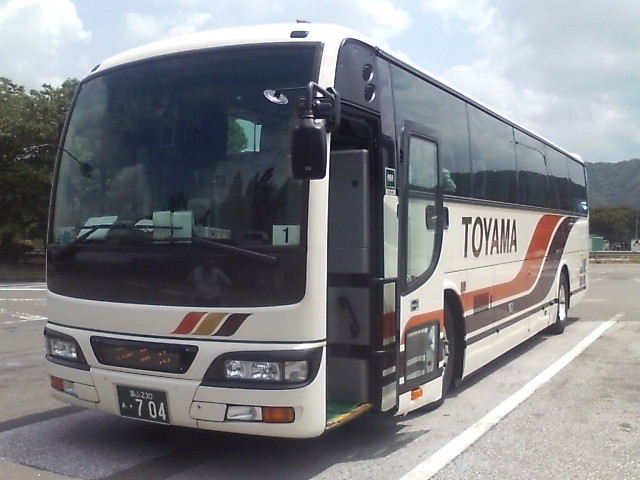
富山地鉄のスペースアロー。神田PAで

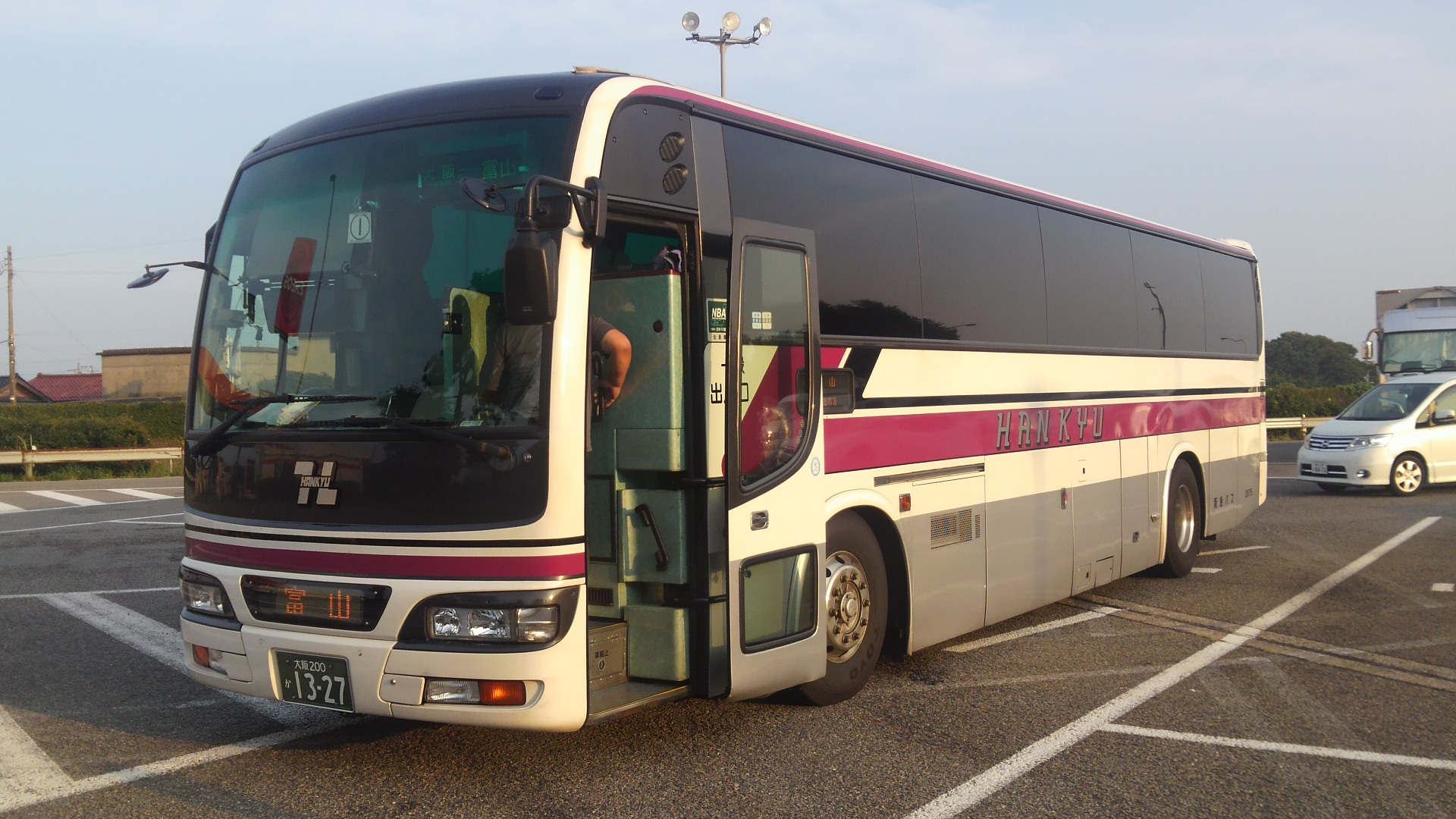
阪急の初代専用車三菱ふそうKL-MS86MP（西工C-I）。尼御前SAで

- 阪急は三菱ふそう・エアロクィーンの場合もあり。
- 地鉄は東京 - 富山線などと共用。
  - ともに中央床下に仮眠室・化粧室を配した夜行仕様の独立3列シート28人乗りである。

　　阪急便は化粧室横のサービスボックスにお湯、水があり、ティーバッグのお茶とインスタントコーヒーのセルフサービスを用意している。また阪急便ではコンセント・USBポート完備の他、無料Wi-Fiサービスも実施。地鉄便でも近年の増備車ではコンセント、プライベートカーテン（夜行便限定）
を備えた車両が増えた他、無料Wi-Fiサービスも2019年4月1日より開始している。

## 運行経路
太字はバス停留所。
- 難波発着当時
富山駅前～総曲輪～富山IC～北陸自動車道～名神高速道路～豊中IC～阪神高速道路～道頓堀ランプ（難波ゆき）・恵美須町ランプ（富山ゆき）～なんば高速バスターミナル
  - 地鉄は昼行・夜行ともに尼御前SA・賤ヶ岳SA・大津SAの3ヶ所で休憩していたが、南海は基本的に乗客開放休憩はなかった（昼行便では尼御前SAで休憩して以降、難波までずっと非開放であった）。
  - 開業当初はなんば高速バスターミナルではなく大阪球場前発着だった。
  - 1996年3月にはOCATに乗り入れると同時に天王寺駅（あべの橋バスステーション）に延長されている。

- 現在
富山駅前～富山市役所前～総曲輪～富山市民病院前～西上袋（アピタ前）～富山IC～北陸自動車道～砺波IC～砺波駅南～高岡高速バスターミナル～高岡砺波SIC～北陸自動車道～名神高速道路～京都深草～京都南IC～京都駅八条口（G3のりば）～京都南IC～名神大山崎～名神高槻～吹田IC～千里中央～千里ニュータウン～新御堂筋～新大阪～梅田・阪急三番街
  - 昼便は｢京都駅八条口｣｢名神茨木｣｢千里中央｣に停車しない。
  - 昼便のうち1往復は、名神大山崎の替わりに高速長岡京に停車する。
  - 地鉄の昼便は神田PA（砺波乗り入れ以前は賤ヶ岳SAで実施）と尼御前SAで、阪急の昼便は尼御前SAと多賀SAでそれぞれ休憩する。
  - 地鉄の夜行便は尼御前SA・賤ヶ岳SA・菩提寺PAの3箇所で、阪急の夜行便は草津PAのみで休憩する。